# Diana Hyland
Diana Hyland (Cleveland Heights, 25 januari 1936 – Los Angeles, 27 maart 1977) was een Amerikaanse actrice.

## Biografie
Hyland werd geboren als Diana Gentner. Ze maakte haar televisiedebuut in 1955. In 1959 stond ze op Broadway met Paul Newman en Geraldine Page. In 1966 had ze in rol in The Chase naast Marlon Brando, Robert Redford en Jane Fonda. In 1976 speelde ze in The Boy in the Plastic Bubble met John Travolta. Ze ontving postuum een Emmy Award voor deze rol.
Van 1969 tot 1975 was Hyland gehuwd met Joe Goodson. Van 1976 tot haar overlijden een jaar later had ze een relatie met de 18 jaar jongere Travolta, haar tegenspeler in The Boy with the Plastic Bubble.
In 1977 kreeg Hyland borstkanker. Ondanks een borstamputatie verspreidde de kanker verder. Ze overleed op 41-jarige leeftijd in maart 1977.
- Biblioteca Nacional de España: XX4833344
- Bibliothèque nationale de France: cb13895443d (data)
- Gemeinsame Normdatei: 128216368X
- International Standard Name Identifier: 0000 0001 1023 2006
- Library of Congress Control Number: no98104341
- Nationale Bibliotheek van Israël: 987007434092805171
- Système universitaire de documentation: 202395618
- Virtual International Authority File: 27252041
- WorldCat: E39PBJppDQqQ4fTbmHdqrJH6Kd